# ریموند باراتو
ریموند باراتو (انگلیسی: Raymond Baratto؛ زادهٔ ۲۳ ژانویهٔ ۱۹۳۴) بازیکن فوتبال اهل فرانسه است.
از باشگاه‌هایی که در آن بازی کرده‌است می‌توان به باشگاه فوتبال لیل و باشگاه فوتبال استاد رنس اشاره کرد.